# Masarykův most (Kralupy nad Vltavou)
Masarykův most v Kralupech nad Vltavou spojuje oba břehy řeky Vltavy. Byl postaven po dlouholetém úsilí města v letech 1926-1928. Tento železobetonový most překlenuje jedním obloukem Vltavu s dvěma přilehlými nábřežími. Jedná se o unikátní stavbu s rozpětím středového oblouku 80 metrů (pilíře nesměly být umístěny do řeky). Projekt mostu vypracovali J. Farský a Jiří Kroha. Za první republiky se za přechod mostu vybíralo mýtné. Výnos mýta měl sloužit na údržbu mostu. Domek výběrčího mýta zůstal dochován na kralupské straně mostu, jen dveře i okno jsou dnes zazděny. Na obou stranách mostu jsou žulové pamětní desky, jedna je pamětní deska s popisem stavby mostu a reliéfním znakem města, druhá je pamětní deska s reliéfem T. G. Masaryka, po kterém je most pojmenován.
Most je chráněn jako kulturní památka České republiky.